# Parafia św. Tomasza Becketa w Targowisku
Parafia Świętego Tomasza Becketa w Targowisku – parafia rzymskokatolicka w Targowisku, należąca do archidiecezji lubelskiej i dekanatu Turobin. Została erygowana w 1293. Mieści się pod numerem 37. Parafię prowadzą księża diecezjalni.

## Zasięg
Parafia obejmuje miejscowości: Biskupie-Kolonia, Biskupie, Boćków, Budy, Podgaj, Targowisko-Kolonia, Targowisko, Tarnawka, Wólka Ponikiewska, Zakrzew-Kolonia.

## Historia
Parafię erygowano w 1293 roku
Tradycja podaje, że pierwsza świątynia miała być wystawiona w II poł. XI i poświęcona przez biskupa krakowskiego św. Stanisława ze Szczepanowa. 
Kościół i parafia wzmiankowane były już 1334 roku, wówczas do parafii należały m.in.: Gałęzów, Giełczew, Wysokie i Wola Gałęzowska.
W 1740 roku kościół doszczętnie spłonął.
W 1746 r. wzniesiono nowy kościół drewniany, ufundowany przez ks. Bonifacego Brodowskiego, proboszcza i właściciela dóbr targowiskich. W 1751 roku kościół został poświęcony przez bp. Kajetana Sołtyka. 